# 單毛瓦韋蚜
單毛瓦韋蚜（学名：Macromyzus polypodicola）为常蚜科毛瓦韋蚜屬下的一个种。